# Protichneumon binghami
Protichneumon binghami är en stekelart som först beskrevs av Cameron 1907.  Protichneumon binghami ingår i släktet Protichneumon och familjen brokparasitsteklar. Inga underarter finns listade i Catalogue of Life.